# Chunhyangjeon
Chunhyangjeon é um filme de drama sul-coreano de 2000 dirigido e escrito por Im Kwon-taek. Foi selecionado como representante da Coreia do Sul à edição do Oscar 2001, organizada pela Academia de Artes e Ciências Cinematográficas.

## Elenco
- Lee Hyo-jeong - Chunhyang
- Jo Seung-woo - Mongryong
- Kim Sung-nyeo - Wolmae
- Lee Jung-hun - Byun
- Kim Hak-yong - Bangja
- Choi Jin-young - Lee